# 阿拉基尔
阿拉基尔（西班牙語：Araquil）是西班牙纳瓦拉的一个市镇。总面积54平方公里，总人口880人（2001年），人口密度16人/平方公里。